# Katchal
Katchal (tiếng Hindi: कत्चल, tiếng Nicobar: तिहन्यु, Tihnyu) là một hòn đảo thuộc quần đảo Nicobar, Ấn Độ.

## Hình ảnh

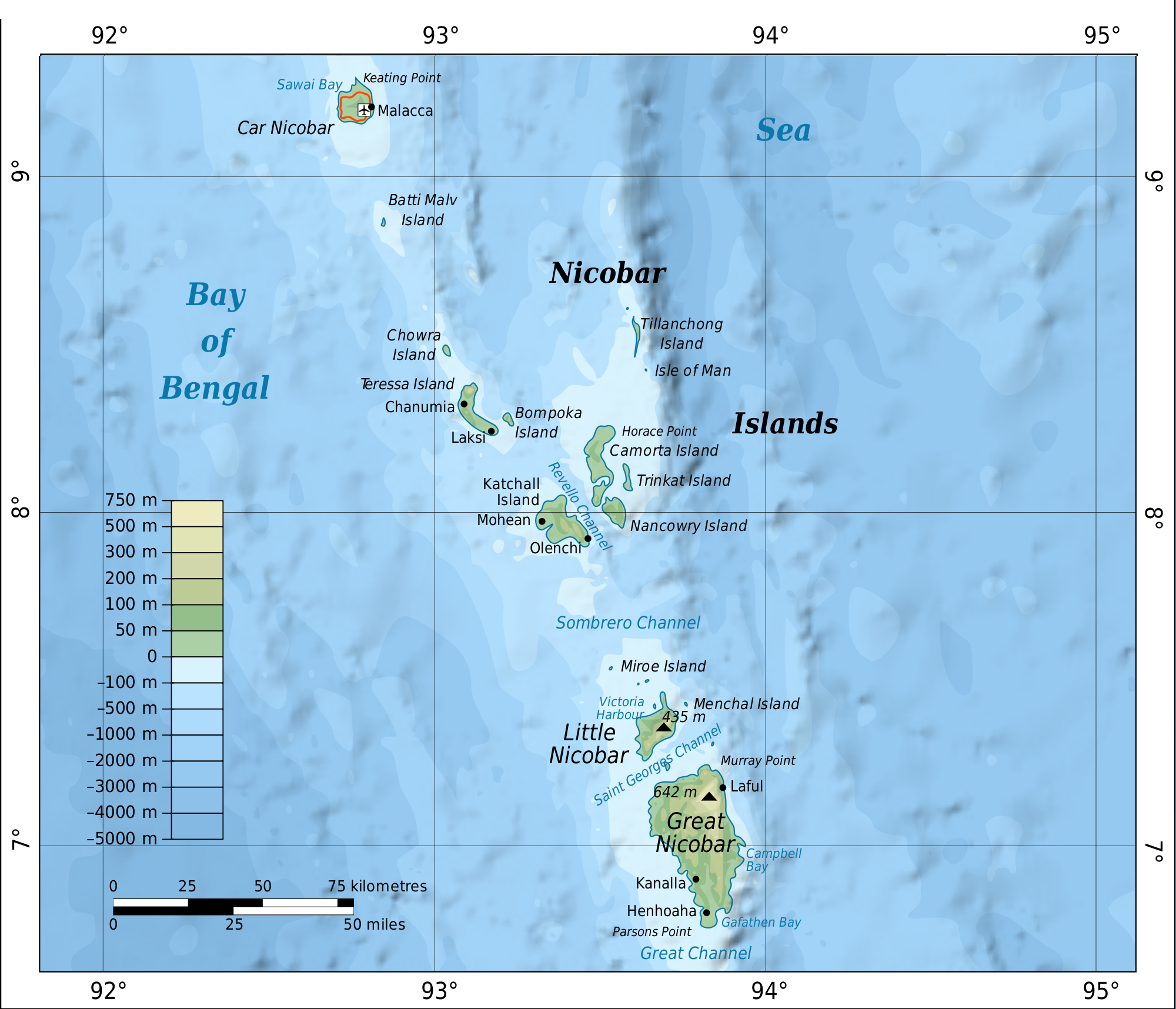
Map
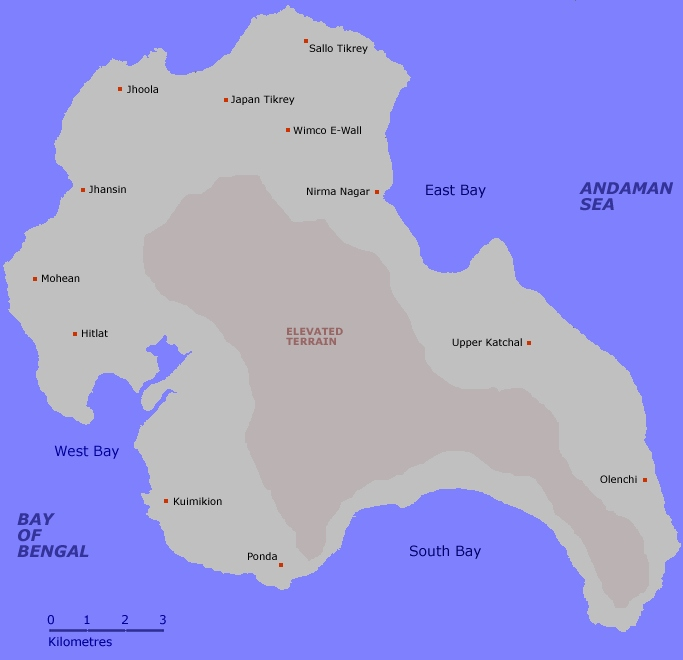
1990 Map of Katchal Island